# بطولة العالم لسباق الدراجات على الطريق 1991
بطولة العالم لسباق الدراجات على الطريق 1991 هي الدورة ال64 من بطولة العالم لسباق الدراجات على الطريق، أجريت في شتوتغارت، ألمانيا.

## برنامج المسابقات
رجال
- سباق الطريق ضد الساعة.
- سباق الطريق ضد الساعة للفرق.

سيدات
- سباق الطريق المداري.
- سباق الطريق المداري للفرق.

شبان
- سباق الطريق المداري للشبان.

شابات
- سباق الطريق المداري للشابات.

## النتائج النهائية
| المسابقة              | ذهبية                             | فضية                           | برونزية                    |
| --------------------- | --------------------------------- | ------------------------------ | -------------------------- |
| الرجال                |                                   |                                |                            |
| سباق الطريق ضد الساعة | جياني بونيو (إيطاليا)             | ستيفن روكس (هولندا)            | ميغيل إندوراين (إسبانيا)   |
| الفريق البطل          | إيطاليا                           | ألمانيا                        | النرويج                    |
| السيدات               |                                   |                                |                            |
| سباق الطريق المداري   | ليونتين فان مورسل (هولندا)        | إنجا طومسون (الولايات المتحدة) | أليسون سيدور (كندا)        |
| الفريق البطل          | فرنسا                             | هولندا                         | الاتحاد السوفيتي           |
| شبان                  |                                   |                                |                            |
| سباق الطريق المداري   | Jeff Evanshine (الولايات المتحدة) | Tony Morphett (أستراليا)       | إيدي مازوليني (إيطاليا)    |
| شابات                 |                                   |                                |                            |
| سباق الطريق المداري   | إليزابيث فينك (NED)               | سالي دوز (المملكة المتحدة)     | Fabiana Luperini (إيطاليا) |